# 西蒙·阿什肯納茲
西蒙·阿什肯納茲（Szymon Askenazy，1866年12月28日—1935年6月22日），波兰史學家，阿什肯納茲學派的创造者。

## 著作
- 《格但斯克和波兰》（波兰语：Gdańsk a Polska；华沙：1919）
  - 英譯本：William J. Rose、伦敦：George Allen & Unwin，1921; Dantzig & Poland。